# Dichomeris castellana
Dichomeris castellana is een vlinder uit de familie tastermotten (Gelechiidae). De wetenschappelijke naam is voor het eerst geldig gepubliceerd in 1941 door A. Schmidt.
De soort komt voor in Europa.